# Susanna Bouis
Susanna Bouis Gutiérrez est une haute fonctionnaire et femme politique espagnole, née en novembre 1967 à Barcelone.
Elle est directrice de cabinet de la déléguée du gouvernement en Catalogne Julia García-Valdecasas entre 1996 et 2002, puis sous-déléguée du gouvernement dans la province de Barcelone. En 2003, elle prend pour quelques mois la succession de Valdecasas à la délégation.
Elle intègre en 2011 l'administration de la généralité de Catalogne comme directrice générale de la Fonction publique, poste dont elle est relevée en 2017 en application de l'article 155 de la Constitution.